# Paul Voisin
Paul Voisin est un dirigeant à Reims, né à Sainte-Adresse le 24 août 1904 et mort à Reims le 27 mars 1996. Comme directeur du Foyer Rémois, il faut à l’origine de nombreuses constructions et même de quartier dans Reims.

## Biographie
Paul Voisin est né à Sainte-Adresse le 24 août 1904.
Il épousa le 30 mai 1927 Françoise d’Anglemont de Tassigny.
Il entre au Foyer Rémois en 1928 alors que Georges Charbonneaux en est le dirigeant. Il y finira sa carrière en le dirigeant comme directeur général.
Il décède le 27 mars 1996 à Reims et est inhumé dans le canton 9 du cimetière du Nord à Reims.

## Autres activités
•	Président national de la SA d’HLM,
•	Président du Centre d’Etude et de Liaison pour l’aménagement de la Marne (CELAM),
•	Vice-président du Cercle d’Expansion Régionale et d’Aménagement de la Champagne (CERAC)
•	Membre de l’Académie nationale de Reims,
•	Membre de la Société des amis du vieux Reims.

## Hommage
- En hommage à Paul Voisin, une rue de Reims est dénommée « Rue Paul Voisin ».